# 立花孝志
立花孝志（日语：／ Tachibana Takashi，1967年8月15日—）是日本的政治人物和YouTuber，NHK黨黨首，政治家女子48党事務局長、曾任参议院議員（1期）。原NHK职员，有一段時間以柏青哥為生。渡边Agency所属。

## 略历
大阪府立信太高級中學毕业。1986年4月加入日本放送協会（NHK），任职于和歌山放送局庶務部。1991年7月调动至NHK大阪放送局经理部。
2005年4月，向《週刊文春》告发NHK的不当会计行为，7月因不当会计行为受处分辞职。

### 政治活動
在大阪协助众人之党选举运动后，2013年6月设立政治团体「保護國民防止NHK傷害黨」，就任初代代表。
2013年9月，参选大阪府攝津市議会議員选举，落選。
2014年2月，参选東京都町田市議会議員选举，落選。
2015年4月，参选千葉县船橋市議会議員选举，2622票当選。
2016年7月，辞去船橋市議会議員参选東京都知事选举，落選。期间在NHK的政見放送上高呼「打倒NHK！」（NHKをぶっ壊す!）。
2017年1月参选大阪府茨木市議会議員选举，7月参选東京都議会議員选举（葛飾区选举区），均落選。
2017年11月，于東京都葛飾区議会議員選舉，2954票当選。
2018年4月，宣布与埼玉县埼玉市的经纪公司「渡边Agency」签约。
2019年5月，以该党官方候选人身份参选大阪府堺市的市長選舉（同时失去葛飾区議会議員身份），落選。
2019年7月21日开票的第25屆日本參議院議員通常選舉，作为比例区候选人当選。同時该党满足政党要件，立花成为国政政党党首。
2019年10月10日辭去參議院議員，參加參議院埼玉縣選舉區的議員補選。但在同月27日選舉結果僅獲16萬8289票，不敵前埼玉縣知事上田清司的106萬5390票而落選。
2019年11月10日，參加神奈川縣海老名市市長選舉，僅獲2990票而落選。其後的櫻井市、小金井市亦都落馬。
2024年10月，在兵庫縣知事選舉中，發表「2馬力選舉」的參選理由，是為了支持候選人齋藤元彥。

## 政策主張
- 实现NHK的加扰广播，使不想看的人电视收不到NHK从而可以不交收视费[20]，但紧急节目和教育性、社会福利性节目不需加扰[21]。
- 現状反对修改《日本国憲法》，但如果安倍政权实现NHK的加扰广播则赞成修宪[22]。
- 使用互联网进行直接民主制[20]。
- 立党初期宣布要将生活保護費改为实物支付，但现在已经删除该条。

## 人物
- 宣言「打倒NHK！」（NHKをぶっ壊す!）[23]，在YouTube上解说NHK和相关訴訟。
- 宣布如果NHK的加扰广播達成，将会解散保護國民防止NHK傷害黨，辞去議員一职[24][25]。
- 2019年8月15日終戰之日，以私人身份参拜靖国神社[26]。

## 參選歷史
均以N國黨名義參選。
- 千葉縣船橋市議會議員選舉，2622票當選
- 東京都葛飾區議會議員選舉，2954票當選

## 发言
- 在第25回参議院議員通常选举的政見放送上多次高呼NHK两名主播「外遇哦。路上哦。车震哦。」（不倫ですよ。路上ですよ。カーセックスですよ。）[27]（2016年東京都知事选举的政見放送上也说过这句话）。选举结束后，YouTube上该段政見放送视频播放数超过300万次[28]。

## 著作

### 单行本
- (2017年5月，)　ISBN 978-4860531317

## 音乐作品

### 网络单曲
|     | 发售日         | 名称 | 备注                                                  |
| --- | -------------- | ---- | ----------------------------------------------------- |
| 1st | 2018年11月30日 |      | 制作歌手MAYA协助作詞、作曲的合作歌曲。 「」名義发布。 |

## 另見
- 行宗蒼一‐編寫『NHKはもういらない！』的前職員

## 脚注
1. 1 2 3  立花孝志. . NHKから国民を守る党公式サイト. NHKから国民を守る党.   [2019-08-08]. （原始内容存档于2019-07-22）.
2. 1 2  その他の政治団体一覧(2976団体) 6頁PDF 2018年6月9日閲覧。
3. ↑  
. Spotlight編集部. 2016-08-11  [2019-01-09]. （原始内容存档于2016-08-16）.
4. 1 2  Artist / Talent: Official Site / Blog （页面存档备份，存于） 株式会社渡邉エージェンシー公式サイト 2018年11月25日閲覧。
5. 1 2  立花孝志はタレント事務所に所属しています   渡邊エージェンシー （页面存档备份，存于） YouTube 2018年6月9日閲覧。
6. ↑  ＮＨＫ膿と闇、経理職員が激白「想像を上回る不正」 （页面存档备份，存于）ZAKZAK 2005/4/8
7. ↑  . 毎日新聞. 2019-07-30  [2019-07-30]. （原始内容存档于2020-11-01）.
8. ↑  第12回摂津市議会議員一般選挙 開票結果 （页面存档备份，存于） 2018年6月9日閲覧。
9. ↑  町田市議会議員選挙の候補者別得票数 2頁PDF 2018年6月9日閲覧。
10. ↑  平成27年船橋市議会議員一般選挙　開票結果 （页面存档备份，存于） 2018年6月9日閲覧。
11. ↑  東京都知事選挙（平成28年7月31日執行） 開票結果 （页面存档备份，存于） 2018年6月9日閲覧。
12. ↑  NHKで「NHKをぶっ壊す！」政見放送 元職員の都知事候補者が主張したこと【都知事選2016】 （页面存档备份，存于） J-CASTニュース 2018年1月5日閲覧。
13. ↑  平成29年1月22日執行  茨木市議会議員一般選挙 開票結果(定数28) PDF 2018年6月9日閲覧。
14. ↑  東京都議会議員選挙（平成29年7月2日）開票結果 葛飾区選挙区（定数4） （页面存档备份，存于） 2018年6月9日閲覧。
15. ↑  葛飾区議会議員選挙の開票状況 （页面存档备份，存于） 2018年6月9日閲覧。
16. ↑  . 朝日新聞. 2019-10-10  [2019-10-10] （日语）.[永久]
17. ↑  . NHK. 2019-10-27  [2019-10-28]. （原始内容存档于2019-10-28）.
18. ↑  . NHK. 2019-11-11  [2019-11-11]. （原始内容存档于2019-11-11） （日语）.
19. ↑  . 朝日新聞. 2025-02-05  [2025-04-21] （日语）.
20. 1 2  . J-CASTニュース (ジェイ・キャスト). 2019-07-09  [2019-07-26]. （原始内容存档于2020-11-30）.
21. ↑  . AbemaTIMES.   [2019-07-29]. （原始内容存档于2019-07-29） （日语）.
22. ↑  . 産経新聞. 2019-07-24  [2019-07-29]. （原始内容存档于2020-12-24）.
23. ↑  .   [2019-08-19]. （原始内容存档于2020-11-07）.
24. ↑  . AbemaTIMES. 2019-04-24  [2019-04-24]. （原始内容存档于2019-07-22） （日语）.
25. ↑  . ハフポスト. 2019-07-25  [2019-07-26]. （原始内容存档于2019-07-25） （日语）.
26. ↑  . nor. 共同通信社. 2019-08-15  [2019-08-16]. （原始内容存档于2019-12-18）.
27. ↑  . デイリー新潮. 2019年7月25日  [2019-07-27]. （原始内容存档于2020-11-08） （日语）.
28. ↑  . 朝日新聞 DIGITAL. 2019-07-24  [2019-08-01].

## 外部連結
- 保護國民防止NHK傷害黨
- 立花孝志一人放送局 （页面存档备份，存于）
- 立花孝志的X（前Twitter）
- YouTube上的立花孝志頻道